# Aglais albidomaculata
Aglais albidomaculata är en fjärilsart som beskrevs av Jan Stach 1922. Aglais albidomaculata ingår i släktet Aglais och familjen praktfjärilar. Inga underarter finns listade i Catalogue of Life.